# Chongqing Yingxiong
Chongqing Yingxiong ( xinès simplificat: 火锅英雄, literalment 'Herois de Hot Pot'; en anglès: Chongqing Hot Pot) és una pel·lícula xinesa de comèdia esbojarrada del 2016, escrita i dirigida per Yang Qing i protagonitzada per Chen Kun, Bai Baihe, Qin Hao i Yu Entai. La pel·lícula es va estrenar mundialment el març de 2016 al Festival Internacional de Cinema de Hong Kong de 2016 i va ser estrenada a la Xina per Wuzhou Film Distribution l'1 d'abril de 2016.

## Trama
Quan tres amics obren un restaurant de hot pot en un antic refugi antiaeri, descobreixen que el local està connectat per una sola paret amb la caixa forta del banc del costat. Mentre decideixen entre apropiar-se eixos diners fàcils o anar a la policia, descobreixen que una de les empleades del banc és una antiga companya de classe i intenten involucrar-la per decidir el seu futur. La pel·lícula finalitza amb una nota feliç amb els quatre amics menjant junts xarrant tranquil·lament sobre el seu futur al terrat de l'hospital on està ingressat Liu Bo.

## Repartiment
- Chen Kun com a Liu Bo[1]
- Bai Baihe com a Yu Xiaohui[1]
- Qin Hao com Xu Dong[1]
- Yu Entai com a Quatre Ulls[1]

## Recepció

### Taquilla
La pel·lícula va recaptar 5,7 milions de dòlars el dia de la seua estrena a la Xina. Va recaptar un total de 370,5 milions de iuans a la Xina, i feu una recaptació de 58,4 milions de dòlars a tot el món.

### Resposta crítica
Chongqing Hot Pot va rebre una qualificació d'aprovació del 22% al lloc web agregador de ressenyes Rotten Tomatoes, basada en 9 ressenyes, i té una puntuació mitjana de 6,1/10. James Marsh, de Screen Daily, va dir que "tot i que l'escassa caracterització i els canvis tonals bruscos poden impedir que la pel·lícula resistisca un escrutini seriós, Yang clarament vol divertir-se, i en eixe sentit el seu segon llargmetratge, que va ser tardà, sens dubte compleix".